# Dawca narządów
Dawca narządów, dawca organów lub ogólnie dawca – żywy człowiek albo zwłoki ludzkie, od których pobiera się komórki, tkanki lub narządy.

## Dawca żywy
Od dawcy żywego dozwolone jest pobranie narządów w celach przeszczepienia ich innej osobie. Ten typ dawstwa odbywa się najczęściej w obrębie najbliższej rodziny dawcy. Przeszczepienie narządu osobie niespokrewnionej wymaga zgody sądu rejonowego, chyba że pobrany ma zostać szpik kostny lub inne regenerujące się komórki lub tkanki. Najczęściej transplantowane są krew, szpik kostny, nerki, płaty wątroby.

## Dawca zmarły
Od dawcy zmarłego dozwolone jest pobranie narządów w celach diagnostycznych, leczniczych, naukowych i dydaktycznych. W Polsce pobranie narządu w celu przeszczepienia można przeprowadzić pod warunkiem, że osoba zmarła za życia nie wyraziła sprzeciwu. Sprzeciw wyraża się poprzez jeden z następujących sposobów:
- rejestrację w centralnym rejestrze sprzeciwów, prowadzony przez Centrum Organizacyjno-Koordynacyjne do Spraw Transplantacji „Poltransplant”
- pisemnego oświadczenia opatrzonego własnoręcznym podpisem
- ustnego oświadczenia, pisemnie potwierdzonego przez dwóch świadków

Cofnięcie sprzeciwu odbywa się w podobny sposób jak jego wyrażenie i może nastąpić w dowolnym momencie.
Aby narządy można było przeszczepić nie może dojść do rozpoczęcia procesów gnilnych, podczas których dochodzi do powstania toksyn zabójczych dla organizmu biorcy. Pobranie następuje nie wcześniej niż w momencie stwierdzenia śmierci mózgu, która jest tożsama ze śmiercią człowieka jako całości, choć czynność serca i wentylacja płuc może nadal być sztucznie podtrzymywana. Trwałe nieodwracalne ustanie czynności mózgu stwierdza jednomyślnie komisja złożona z trzech lekarzy, posiadających specjalizację, w tym co najmniej jednego specjalisty w dziedzinie anestezjologii i intensywnej terapii oraz jednego specjalisty w dziedzinie neurologii lub neurochirurgii. Śmierć mózgu często jest mylnie pojmowana jako śmierć kliniczna.
Pobrania narządów można również dokonać po stwierdzeniu nieodwracalnego zatrzymania krążenia.

## Handel organami
Obok transplantologii medycznej istnieje również zjawisko handlu organami połączone z kryminalnymi aktami pobierania organów ludziom żywym.

## Mowa potoczna

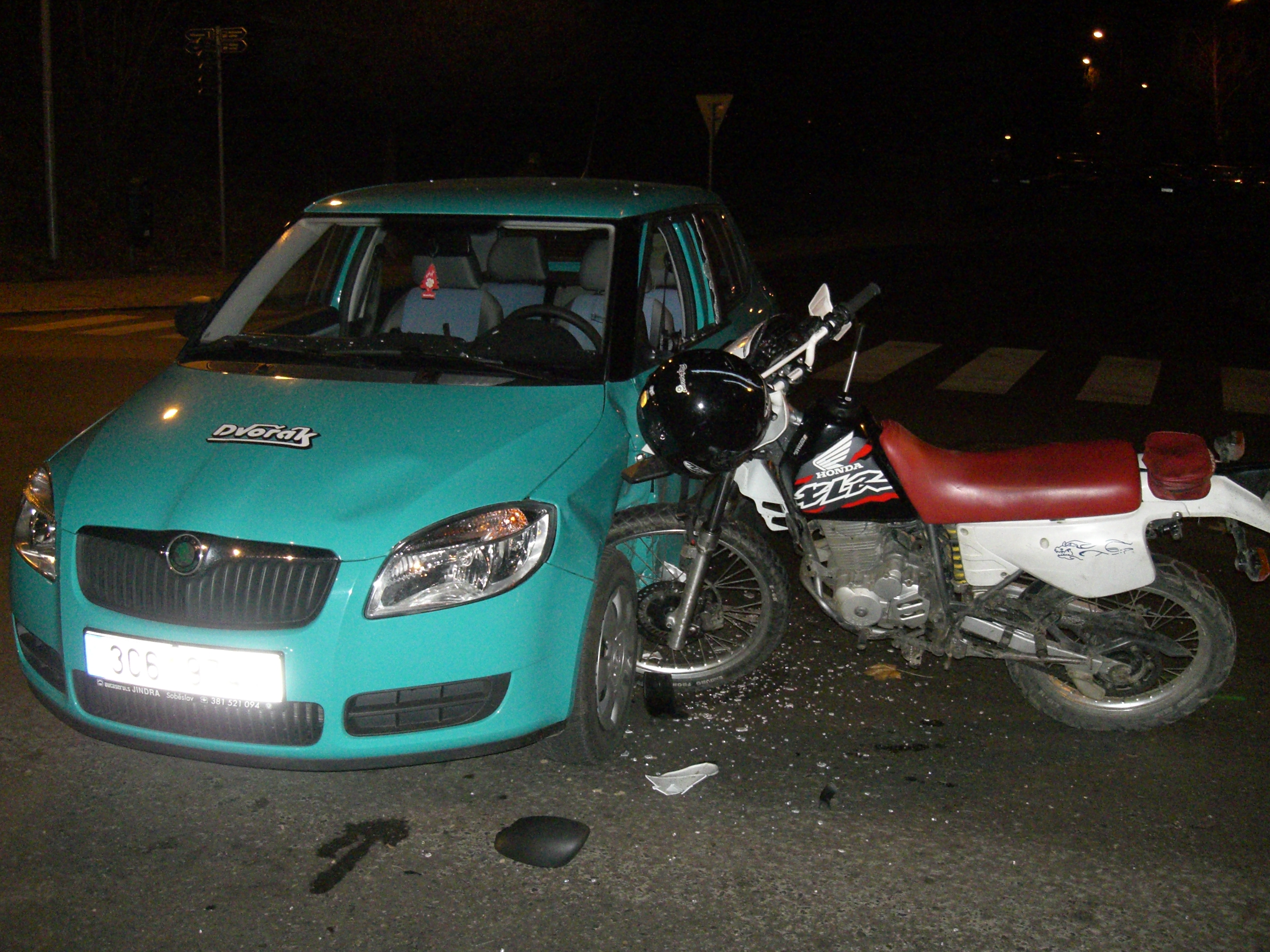
Wypadek drogowy z udziałem motocykla

W języku potocznym fraza dawca organów utarła się jako określenie motocyklistów. Prawdopodobna jej geneza wywodzi się z okresu sprzed wprowadzenia obowiązku jazdy w kasku. Wtedy niewielki wypadek drogowy mógł doprowadzić do uszkodzenia czaszki i w efekcie do nieodwracalnego ustania czynności mózgu przy nienaruszeniu pozostałych organów. Obecnie, kiedy motocykle potrafią rozwijać wyższe prędkości, efektem wypadku częściej są rozległe obrażenia, w tym obrażenia wewnętrzne, co dyskwalifikuje organy do transplantacji.